# Santuario di Diana (Nemi)
Il Santuario di Diana Aricina (o Santuario di Diana Nemorense) era un enorme complesso religioso romano collocato a Nemi. 
Le parti più alte, come i nicchioni, che affiorano dal suolo per diversi metri, suggeriscono la monumentalità che il Santuario doveva avere. Il Santuario, luogo di culto molto frequentato fino alla tarda età imperiale, fu abbandonato con l'avvento del cristianesimo e in parte depredato di marmi e decorazioni; la vegetazione pian piano lo ricoprì quasi completamente. La maggior parte del santuario è ancora da riportare alla luce.

## Descrizione
Il complesso era esteso su un'area di 45.000 metri quadrati dal perimetro di 200 metri per 175, sostenuta a valle da sostruzioni triangolari e a monte da nicchioni semicircolari in cui probabilmente vi erano delle statue e un terrazzamento superiore. All'interno della piattaforma correvano due portici di ordine dorico, uno con colonne intonacate in rosso, l'altro con colonne di peperino grigio scuro; c'erano statue, ambienti per i sacerdoti, alloggi per i pellegrini, celle donarie, un tempio, bagni idroterapici e perfino un teatro; di tutta questa struttura sono visibili una parete di grandi nicchioni, una parte del pronao con almeno un altare votivo, ed alcune colonne.

## Scavi archeologici
I primi scavi risalgono alla seconda metà del secolo XVII per opera dei marchesi Mario e Pompeo Frangipani, signori di Nemi. Le notizie relative ci sono pervenute in una lettera inviata dall'erudito Giovanni Argoli, segretario del Cardinale Lelio Biscia, a Giacomo Filippo Tomasini e inserita nel suo De donariis ac tabellis votivis liber singularis, Padova, 1654, pag. 13 e segg.
Gli scavi che seguirono, come quello di Antonio Nibby, furono realizzati soprattutto ad opera di amatori e studiosi stranieri, e così per gran parte i reperti, soprattutto statue di splendida fattura, ora si trovano sparsi in musei americani come il Museo dell'Università della Pennsylvania, il Museum of Fine Arts (Boston) o in musei europei come il museo del Castello di Nottingham e la Ny Carlsberg Glyptotek. Altri pezzi si trovano nel Museo delle navi romane e nei musei romani di Villa Giulia e delle terme di Diocleziano.

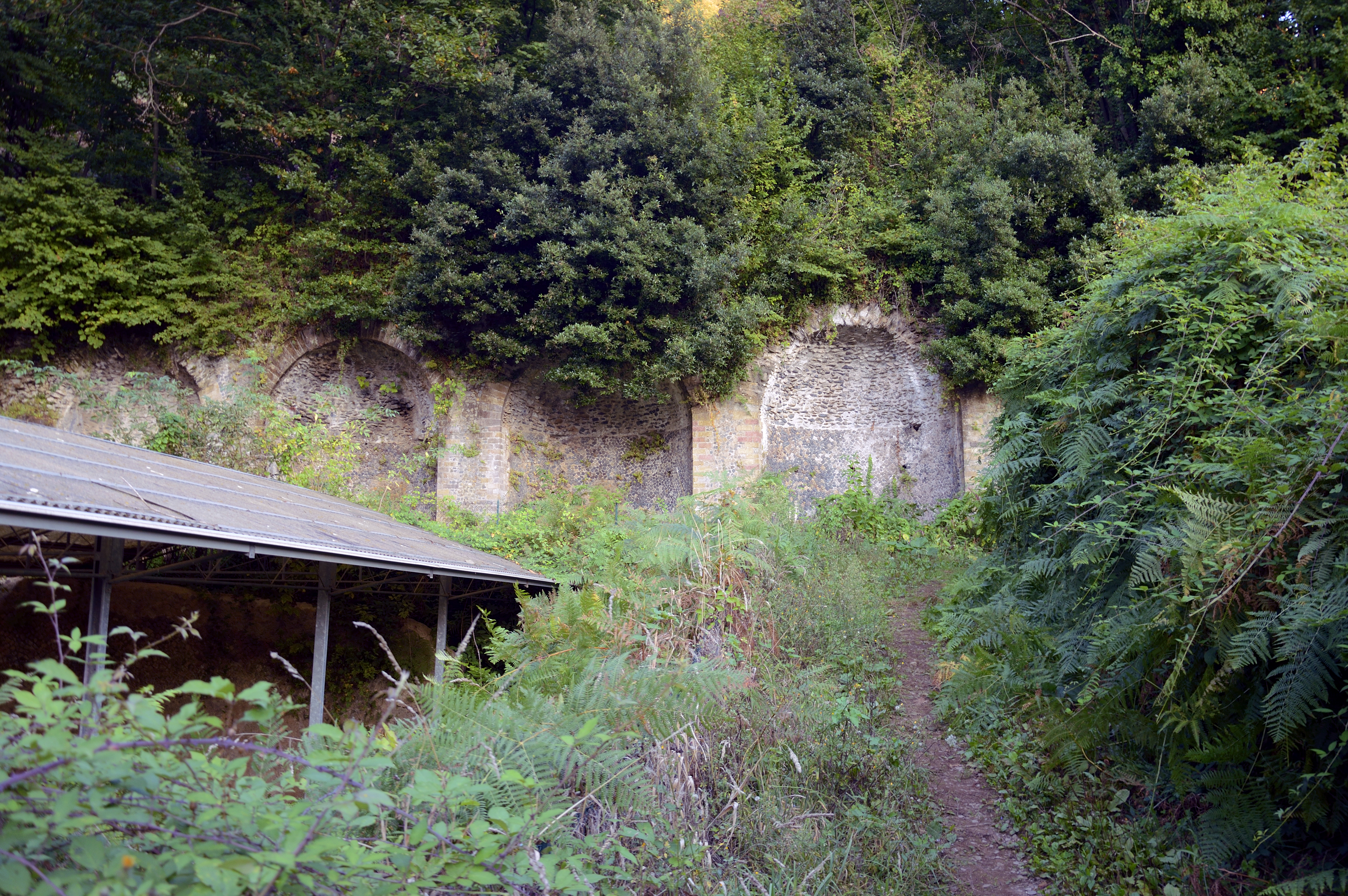
I Nicchioni
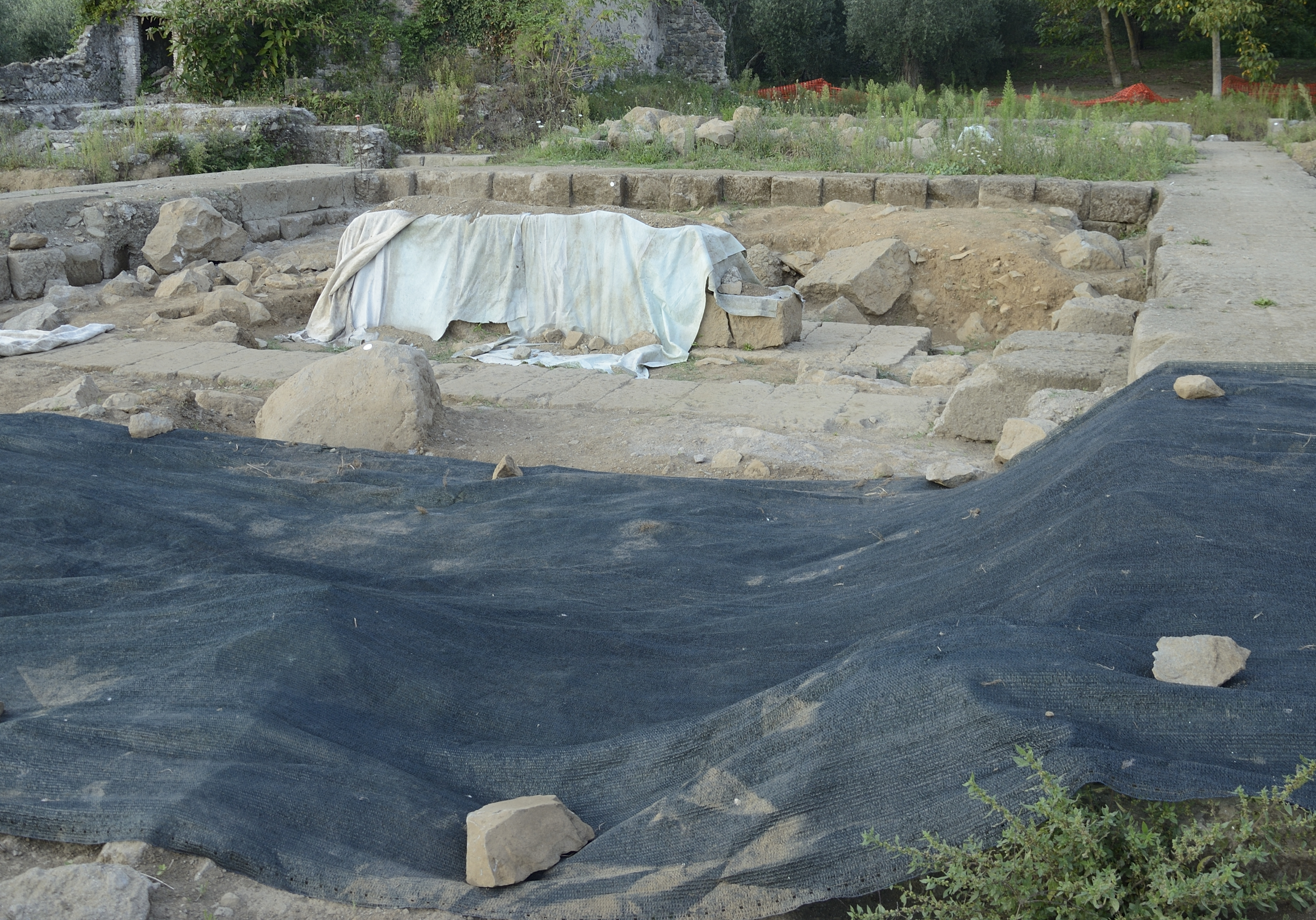
Resti dell'altare
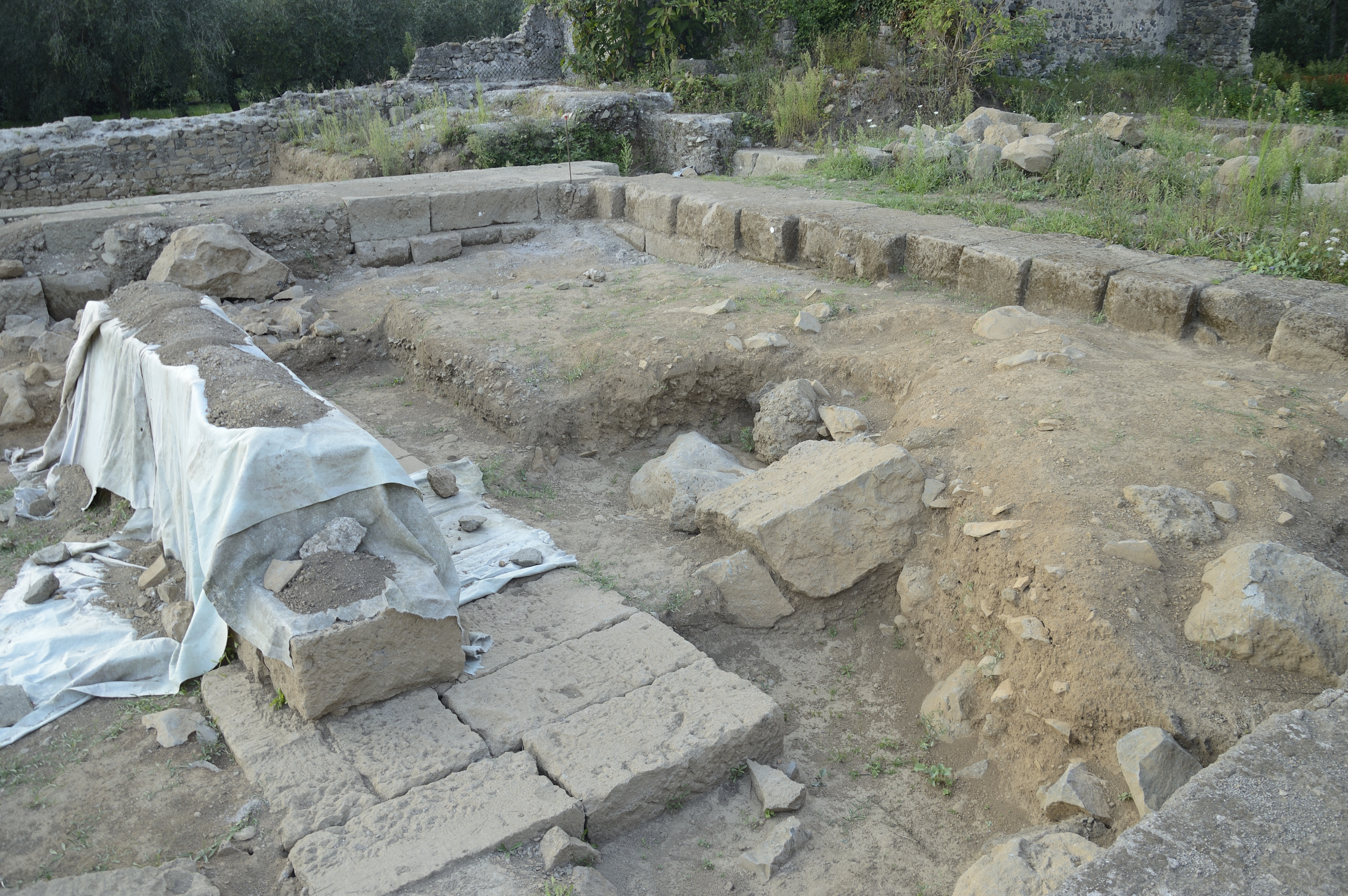
Ruderi
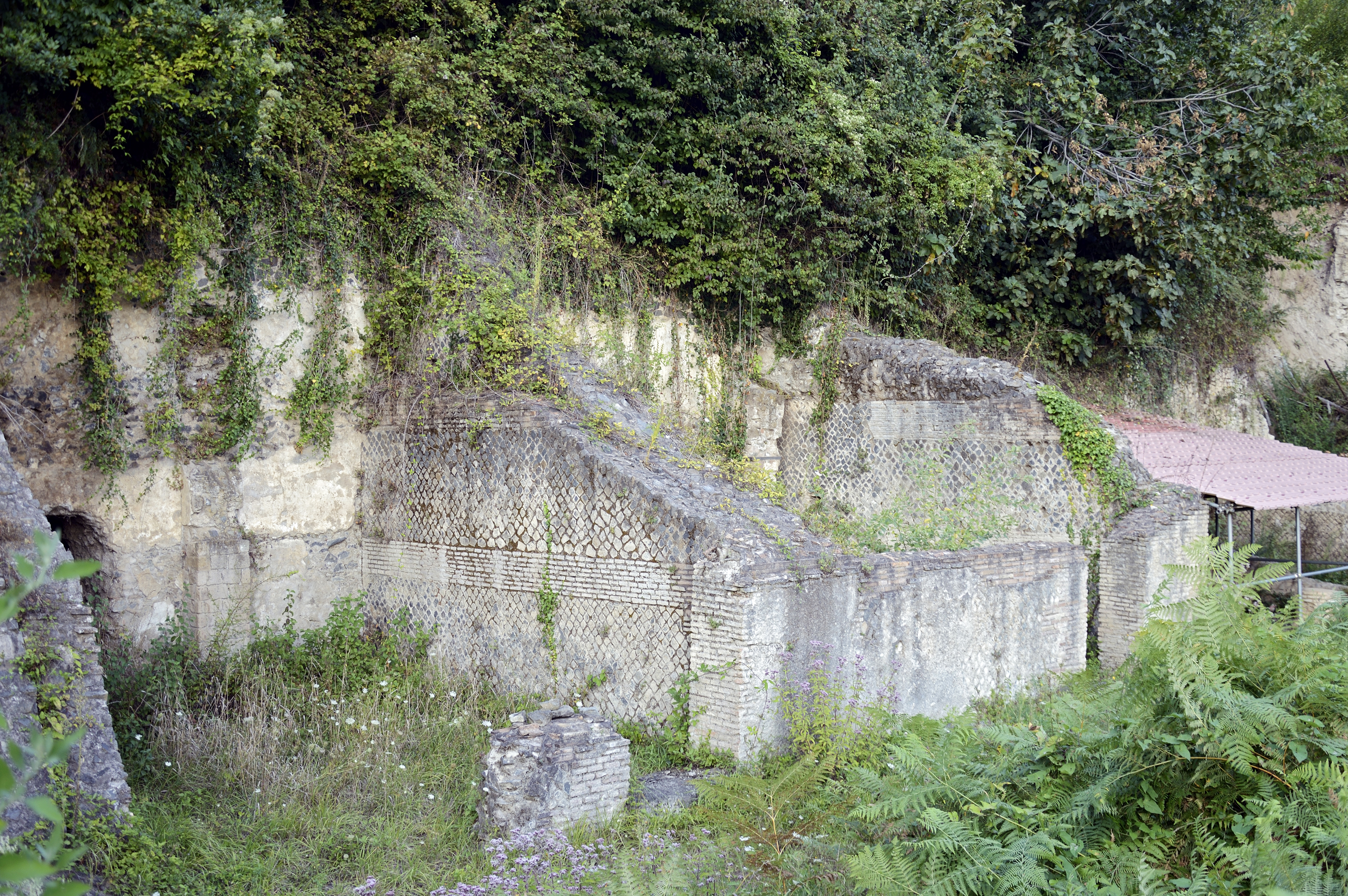
Resti degli ambienti
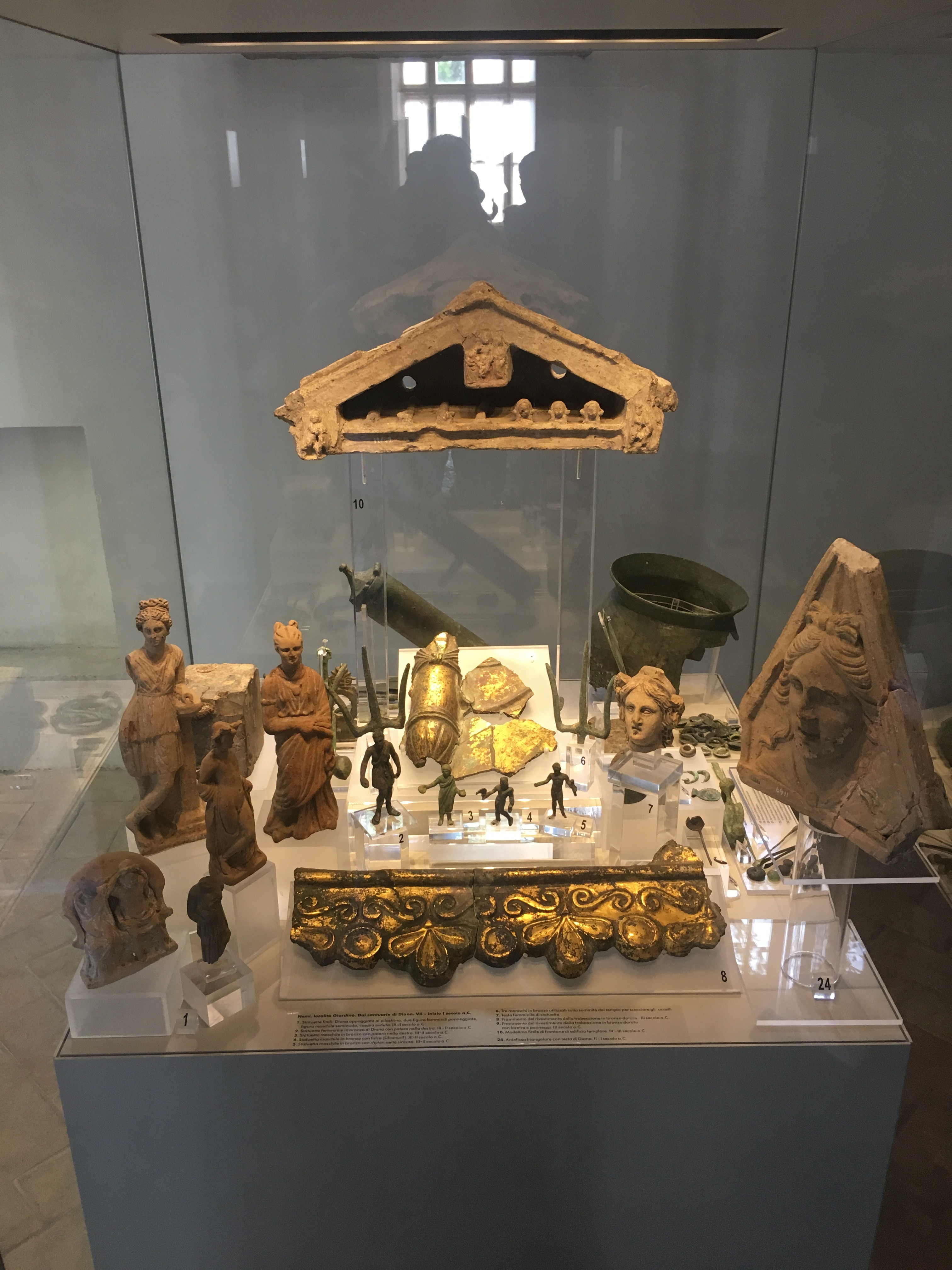
Oggetti del VII-I secolo a.C. dal santuario di Diana a Nemi, località Giardino, conservati a Villa Poniatowski, Roma